# Тайга (град)
Тайга (на руски: Тайга) е град в Кемеровска област, Русия. Населението на града към 1 януари 2018 е 23 565 души.

## История
Селището е основано през 1896 година, през 1911 година получава статут на град.